# Hitiaa O Te Ra
Hitiaa o te rā (Turo Raapoto) ou Hitiaʻa ʻo te Rā (Académie tahitienne) une commune de la Polynésie française située au Nord-Est de Tahiti Nui, la partie principale de l'île de Tahiti en Polynésie française. Elle est divisée en quatre communes associées : Hitia’a, Mahaena, Papenoo et Tiarei, le  centre administratif de la commune est Papenoo.
En 2017, la population municipale regroupée sur les quatre communes associées est de 10 033 habitants.

## Géographie

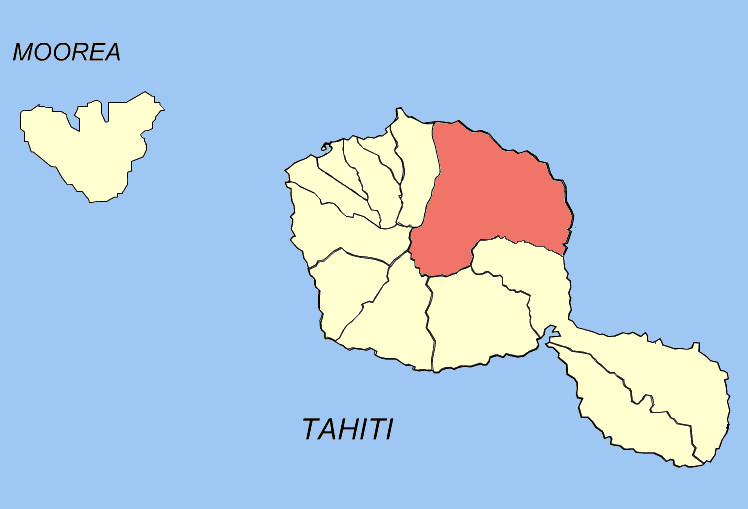
En rouge le territoire communal de Hitiaa O Te Ra.

## Toponymie
En tahitien, hitiaʻa ʻo te rā signifie littéralement « la levée de l’astre du jour », « le lever du Soleil » et désigne le levant, l’est.

## Démographie
La loi relative à la démocratie de proximité du 27 février 2002 a, dans ses articles consacrés au recensement de la population, instauré des recensements de la population tous les cinq ans en Nouvelle-Calédonie, en Polynésie française, à Mayotte et dans les îles Wallis-et-Futuna, ce qui n’était pas le cas auparavant. Pour la commune, le premier recensement exhaustif entrant dans le cadre du nouveau dispositif a été réalisé en 2007, les précédents recensements ont eu lieu en 2002, 1996, 1988 et 1983.

En 2022, la commune comptait 10 196 habitants, en évolution de +1,62 % par rapport à 2017 (France hors Mayotte : +2,11 %).
| 1971  | 1977  | 1983  | 1988  | 1996  | 2002  | 2007  | 2012  | 2017   |
| ----- | ----- | ----- | ----- | ----- | ----- | ----- | ----- | ------ |
| 2 922 | 3 849 | 4 767 | 5 590 | 6 937 | 8 117 | 8 683 | 9 585 | 10 033 |

| 2022   | - | - | - | - | - | - | - | - |
| ------ | - | - | - | - | - | - | - | - |
| 10 196 | - | - | - | - | - | - | - | - |

## Politique et administration

### Liste des maires
| Période                                  | Période   | Identité        | Étiquette                          | Qualité |
| ---------------------------------------- | --------- | --------------- | ---------------------------------- | ------- |
| 1989[réf. nécessaire]                    | mai 2003  | Henri Flohr     | Tahoeraa huiraatira                |         |
| juin 2003                                | mars 2008 | Dauphin Domingo | UPLD/Tavini                        |         |
| mars 2008                                | mars 2014 | Henri Flohr     | Tahoeraa huiraatira                |         |
| mars 2014                                | juin 2020 | Dauphin Domingo | UPLD/Tavini puis Tapura huiraatira |         |
| juin 2020                                | En cours  | Henri Flohr     | Tapura Huiraatira                  |         |
| Les données manquantes sont à compléter. |           |                 |                                    |         |

## Culture locale et patrimoine

### Lieux et monuments
- Église Saint-Anne de Papenoo.
- Église Saint-Pierre-Chanel de Tiarei.
- Temple protestant de Tiarei.
- Temple Ebenezer de l'église protestante ma'ohi de Papenoo.

Le territoire de la commune abrite trois sites touristiques : le Trou du Souffleur (ou Arahoho), le site des Trois Cascades à Faaurumai sis à Tiarei, et les Lavatubes de Hitia'a.

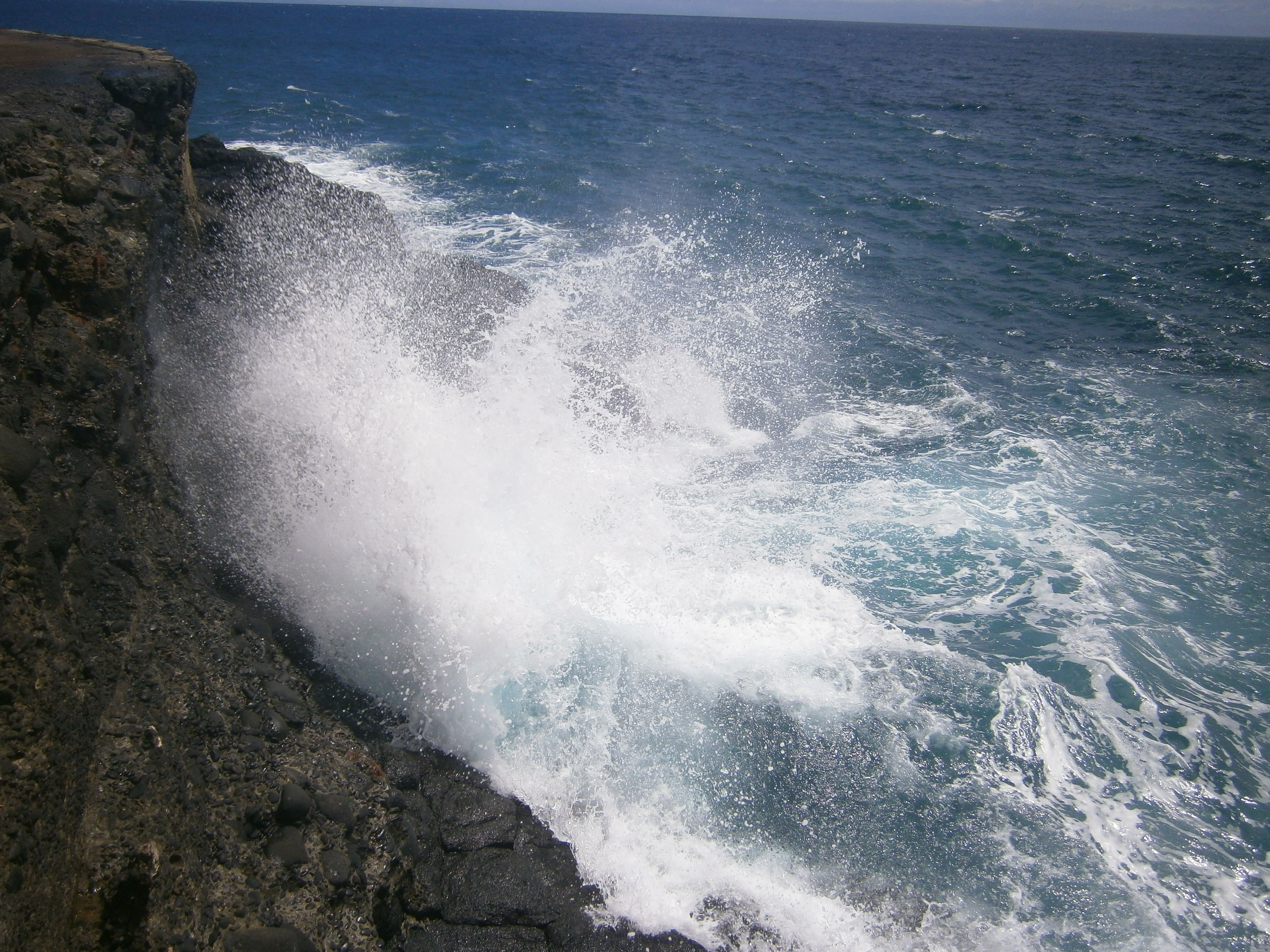
Trou du souffleur
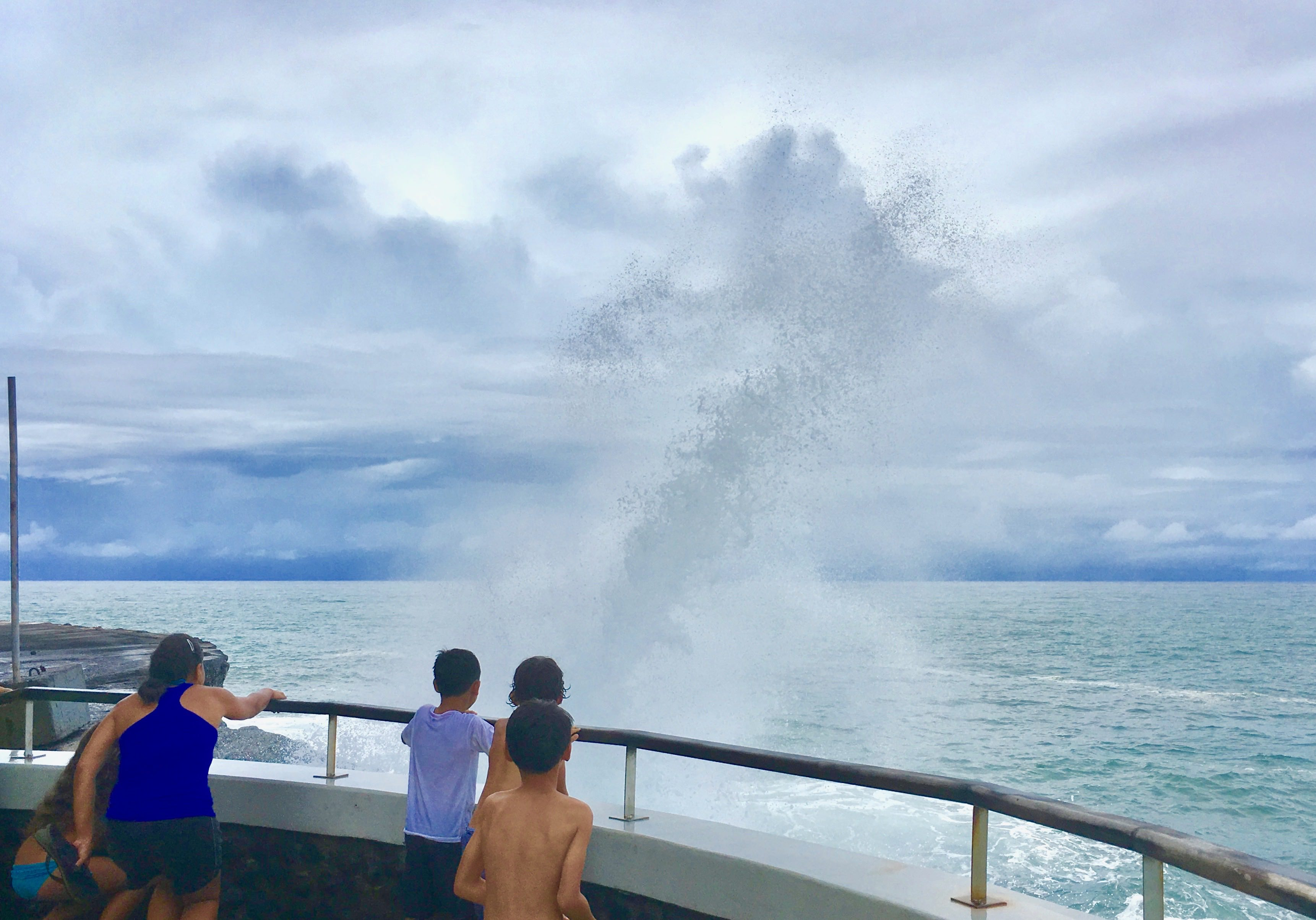
Trou du souffleur